# Kreekrakbrug (N289)
De Kreekrakbrug (N289) (eigenlijk Kreekrakbruggen omdat er twee bruggen zijn over twee verschillende kanalen) is een oeververbinding over het Schelde-Rijnkanaal en het Spuikanaal Bath en ligt dichtbij (2 km) de Kreekraksluizen in de Nederlandse provincie Zeeland, in de gemeente Reimerswaal. 
De oeververbinding bestaat uit twee verkeersbruggen van het type kokerbrug die voor alle wegverkeer in gebruik zijn. Deze bruggen liggen in de uitwijkroutes voor de ongeveer 130 meter zuidelijker gelegen bruggen in de autosnelweg A58 E312. 
Tussen de Kreekrakbrug (N289) en de Kreekrakbrug (A58) ligt de Kreekrakspoorbrug.

## Scheepvaart
De Kreekrakbrug (N289) over het Schelde-Rijnkanaal heeft een doorvaartbreedte van 128,8 meter en een doorvaarthoogte van +10,89 meter NAP. Omdat in het kanaal het waterpeil hoger staat dan NAP is de netto doorvaarthoogte 9,09 meter t.o.v. het kanaalpeil.
De doorvaarthoogte en doorvaartbreedte van de brug over het Spuikanaal Bath is niet van belang omdat daar niet gevaren mag worden.